# 台鐵CK124號蒸汽機車

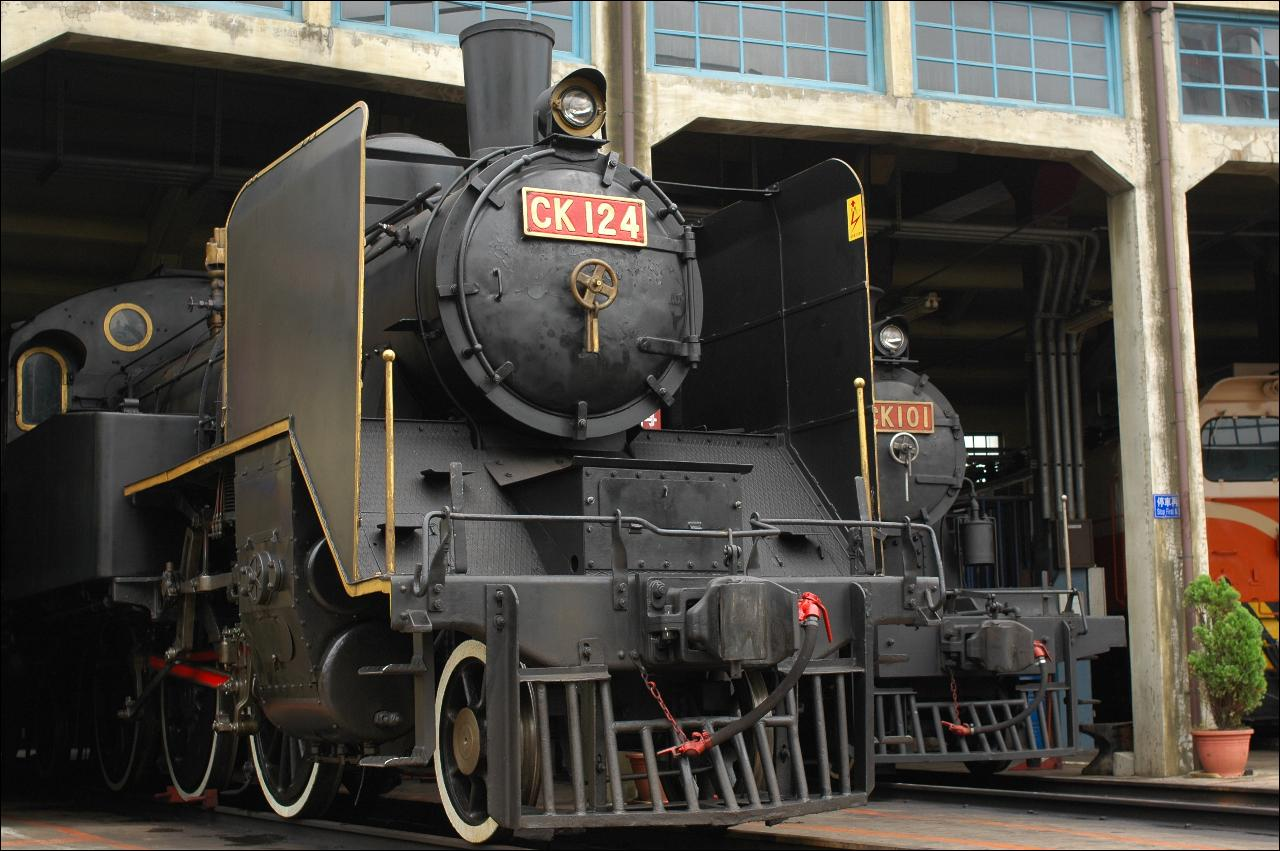
CK124（彰化機務段扇形車庫）

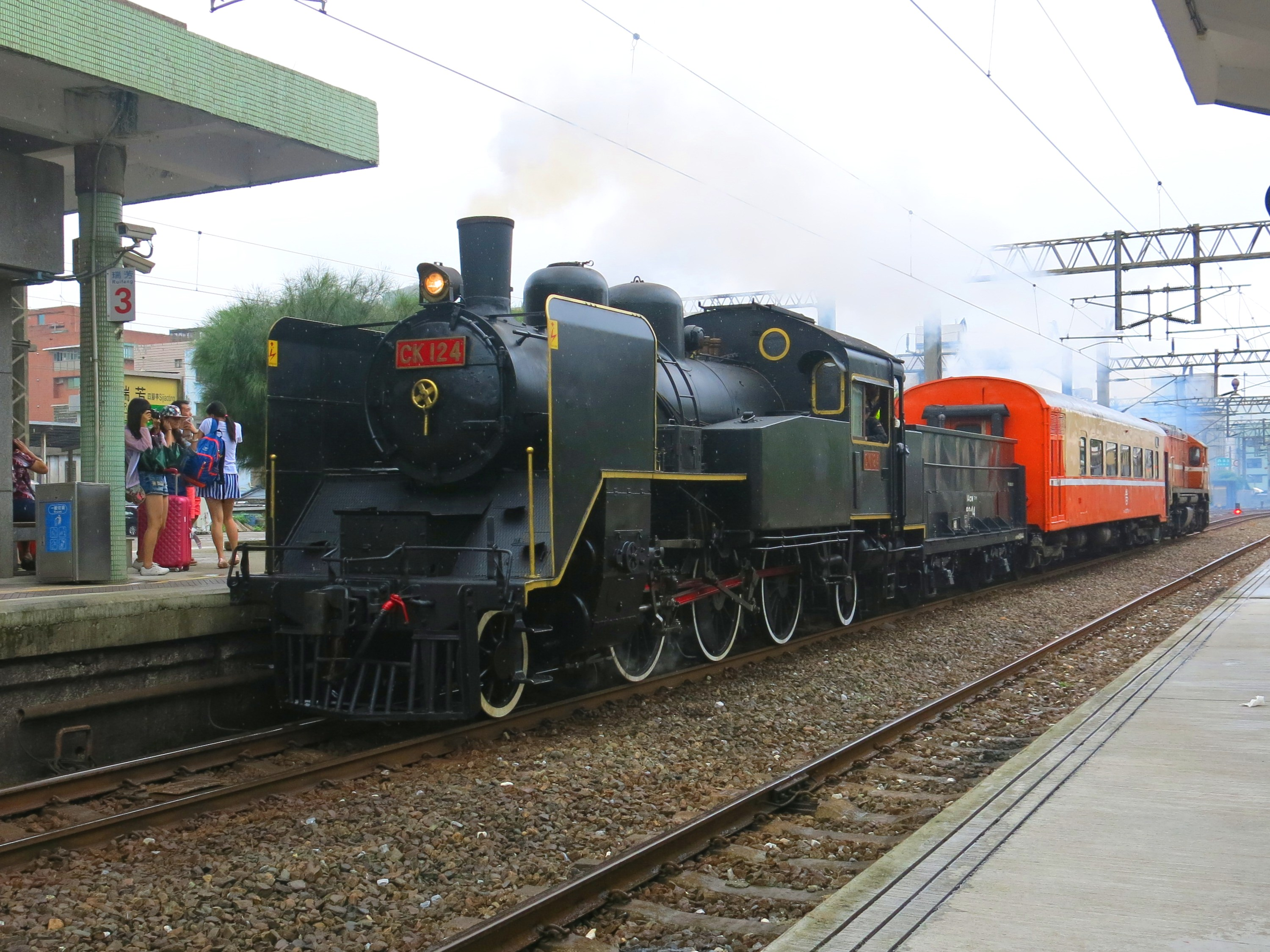
CK124於瑞芳車站

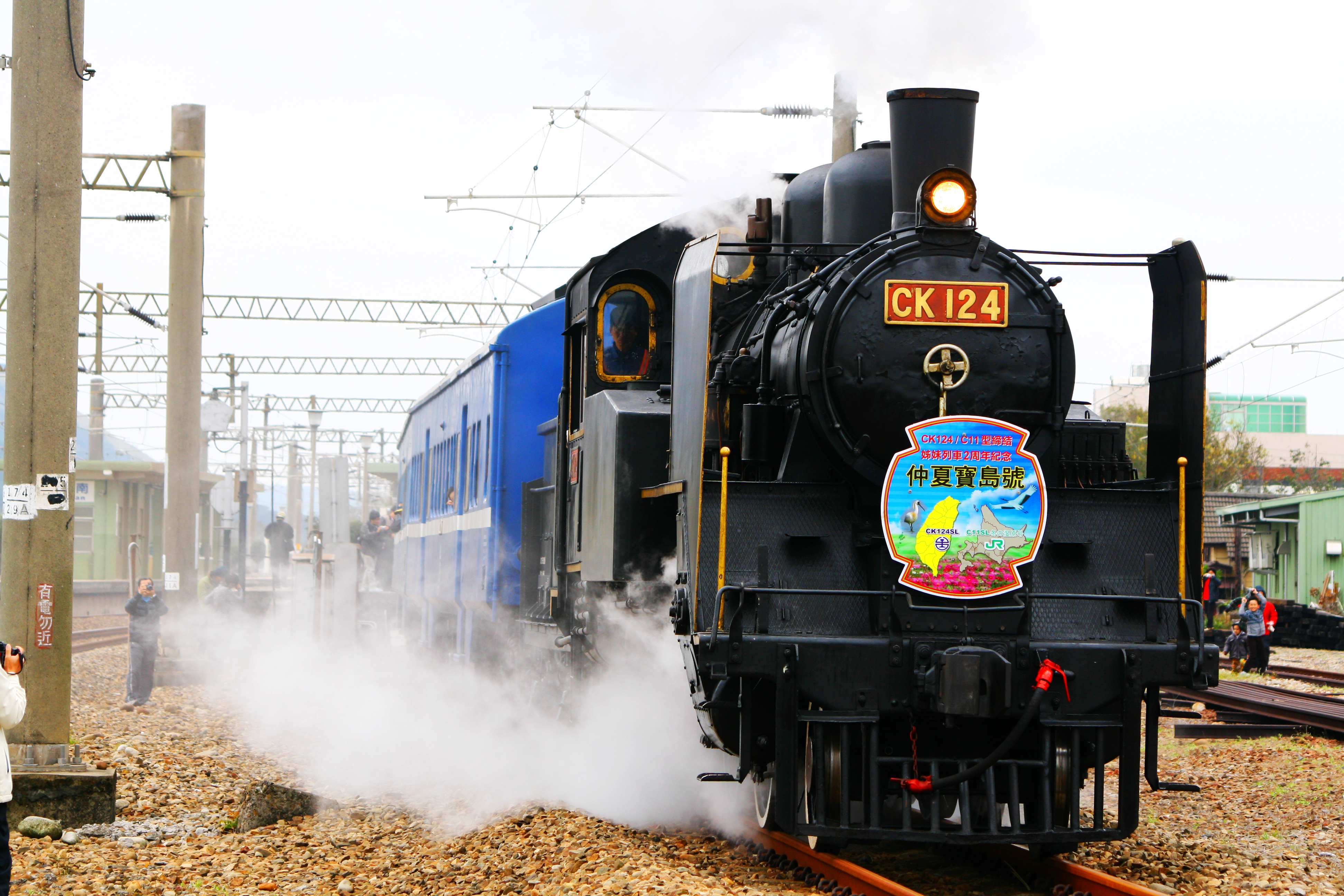
CK124在2014年的仲夏寶島郵輪式專列

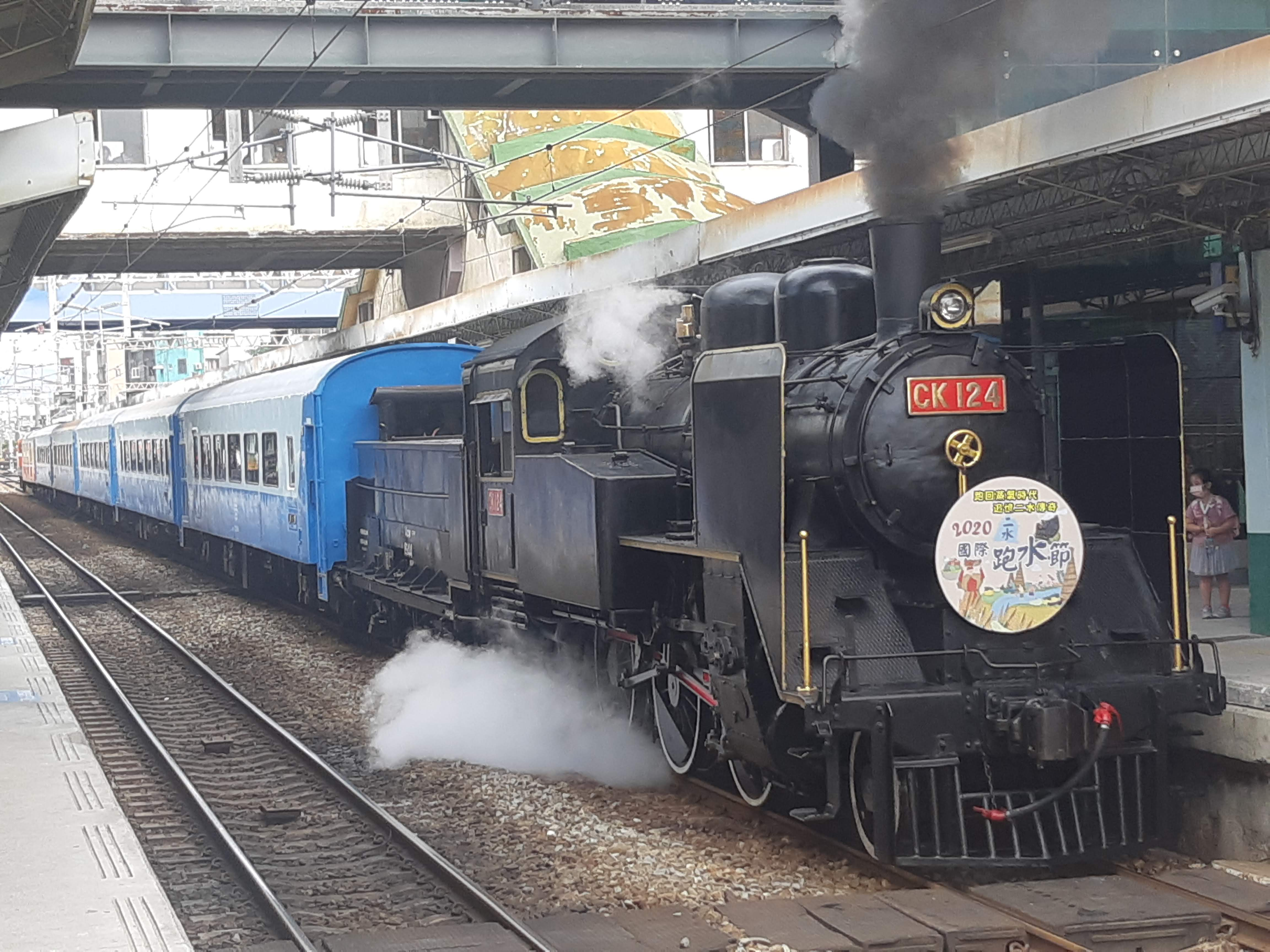
CK124在2020二水國際跑水節專列

CK124是台鐵的蒸汽機車裡，第二輛停用報廢後，目前動態保存的蒸汽火車頭。

## 諸元

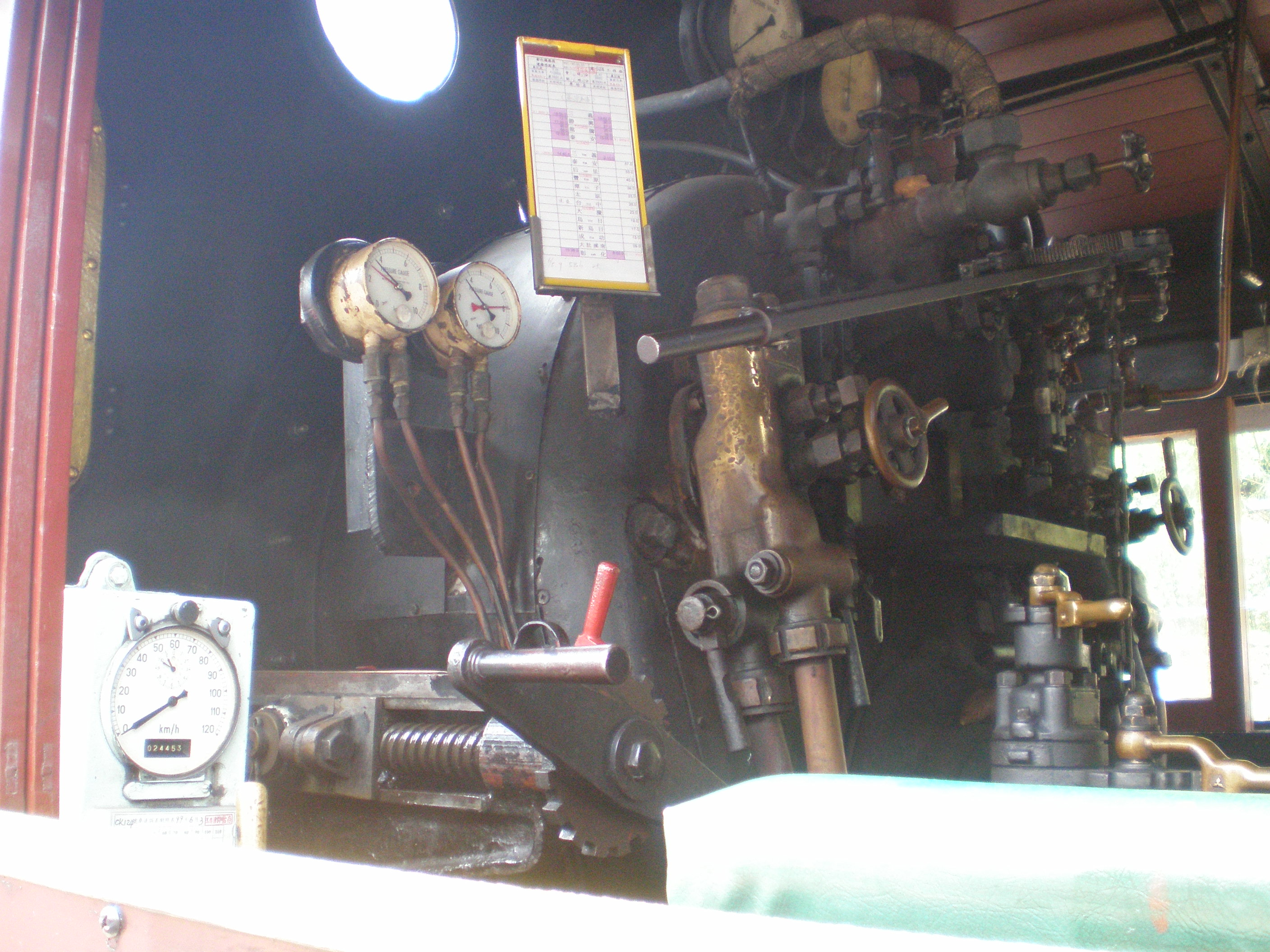
CK124駕駛室

- 型式：CK120型（同日本國鐵C12型蒸汽機車，但台灣的CK120型全數裝有集煙板）
- 製造年：1936年－1943年，其中CK121－125於1936出廠；CK126－127則於1942生產
- 同型車輛數：7輛（CK121－CK127，僅CK124保存）；293輛（含日本C12型）
- 軸配置：1-C-1
- 輪直徑：動輪1,400mm，從/導輪均為860mm
- 軸距：全軸距8,700mm，動輪軸距3,800mm
- 連結面間長：11,350mm
- 車重：空車重39.90噸，整備重50.85噸
- 煤櫃容量：1.5噸
- 水櫃容量：5.5m³
- 過熱飽和別：過熱式
- 汽門種類別：華式汽門(Walschaerts valve gear)
- 實用汽壓：14.0kgw/cm²
- 牽引力：8,280kg
- 最高時速：85km/hr
- 功率：498hp（505ps）
- 生產公司：日本車輛株式會社
- 現在保存地點：彰化扇形車庫(彰化站西北方)

## 相關活動
CK124參與過以下活動：
- 2001年11月17日，「SL南迴號」活動(動態行駛，區間為高雄至臺東單程 補機:R150型R175號約翰走路彩繪車)
- 2003年8月3日，「浪漫七夕、鐵道傳情」活動（動態行駛，區間為車埕至集集）
- 2003年11月8日，台鐵山佳車站啟用百週年紀念活動（動態行駛，區間為樹林至山佳）
- 2004年9月25日，台鐵斗六-台南間通車百週年紀念活動（動態行駛，區間為隆田至台南，輔助機車為DHL107）
- 2005年5月15日，台鐵豐原-台中間通車百週年紀念活動（動態行駛，區間為台中至豐原，輔助機車為DHL109）
- 2005年6月7日，台鐵二水-豐原間通車百週年紀念活動（動態行駛，區間為二水至豐原）
- 2005年11月5日，台鐵臺中車站修復工程竣工（靜態展示於臺中車站）
- 2006年6月10日，中華民國鐵道文化協會響應台灣鐵路創建119週年紀念活動（動態行駛，區間為松山至菁桐，輔助機車為S403）
- 2006年7月27日、28日，被交通部觀光局列為「台灣暨各縣市觀光旗艦」重大活動之一的「台東南島文化節」，將由台東站到知本站，推出蒸汽火車之旅。
- 2006年12月22日至12月24日，「圓滿湯圓城、愛戀內灣線」活動，動態行駛區間為新竹車站至內灣車站間，並於活動期間停放於內灣線竹東車站做靜態展示，輔助機車為R60。
- 2007年2月3日至2月4日，「陽光彰化、蒸汽火車世紀之旅」活動，動態行駛區間為彰化車站至社頭車站至二水車站間，輔助機車為R61。
- 2007年2月14日，「煤鄉浪漫號」活動，動態行駛區間為板橋車站至菁桐車站間，輔助機車頭為DHL101。
- 2007年6月9日～6月27日，「『蒸汽火車緬懷之旅』~CK124環島之旅」活動
  - 6月9日，動態行駛區間為基隆車站至松山車站間，靜態展示於新竹車站
  - 6月10日，動態行駛區間為臺中車站經成追線至大甲車站，稍做停留後行駛至彰化車站，輔助機車頭為R68。
  - 6月14日，靜態展示於嘉義車站
  - 6月15日，靜態展示於臺南車站
  - 6月16日，動態行駛區間為屏東車站經高雄車站、新左營車站、高雄港線至高雄港車站，並返回高雄車站，輔助機車頭為R60。
  - 6月18日，動態行駛區間為花蓮車站經花蓮港線至花蓮港車站，並經北埔車站返回花蓮車站，輔助機車頭R60。
  - 6月27日，動態行駛區間為二水車站經集集車站至車埕車站，之後折返回二水車站，輔助機車頭為DHL108（二水-集集間自力運轉）。
  - 原訂6月24日於宜蘭地區之活動受臺鐵大里車站事故的影響，因故取消。
- 2007年11月11日，臺灣二水跑水祭CK124蒸汽專車感恩之旅動態行駛區間為彰化車站經二水車站轉集集線到源泉站。
- 2007年12月15日至12月23日，「驛動，百年鐵支路」活動，動態行駛區間為新左營車站至高雄港車站，輔助機車頭為R54。
- 2008年4月18日，動態行駛區間為瑞芳車站經平溪線至十分車站
- 2008年6月9日，臺灣鐵路縱貫線開通100週年溫馨懷舊之旅動態行駛於彰化車站、臺中車站暫停供旅客拍照，繼續北上經豐原車站至后里車站。
- 2008年7月5日，台東縣政府舉辦茶與飛行傘博覽會，行駛臺東-池上間，CK124首度行駛台東線。
- 2008年7月19日-8月24日，南投縣政府主辦2008南投火車好多節活動中，動態行駛於集集支線，每週二.四.六.日.往返於二水車站-車埕車站間。輔助機車頭為DHL109。
- 2008年10月24日，臺中市中山公園湖心亭100週年紀念活動中，動態行駛於潭子車站-太原車站-臺中車站-彰化車站。
- 2008年11月15日，臺灣跑水祭--蒸汽火車感恩之旅動態行駛區間為彰化車站經員林車站和二水車站至源泉車站，輔助機車頭為DHL110。當天發車前CK101蒸汽火車也出現在彰化車站
- 2009年6月7日，蒸愛台鐵CK124山海遊輪vip之旅動態行駛區間彰化車站-臺中車站-豐原車站-大甲車站-追分車站-彰化車站-回彰化扇形車庫。牽引DR2050小叮噹車廂，輔助機車為R66。
- 2010年6月5日和6月9日，動態行駛於舊山線復駛日，於三義至泰安。編組為(舊)泰安←CK124 + 14CW8944 (煤水車) + TPK32229 (TP/TPK32200型客車) + TP32220 + TP32264 + TP32267 + TP32215 + R123→三義。
- 2010年10月10日/20日/30日，配合《火車環島接力─百年車站巡禮》活動擔任郵輪式列車。（動態行駛，區間為台中至嘉義）
- 2011年9月3日/4日，配合《平溪線90通車週年》紀念活動，復駛專列進平溪線。
- 2012年3月12日，CK124「仲夏寶島號」和JR北海道的C11 171(日本國鐵C11型蒸汽機車（日语：国鉄C11形蒸気機関車）)「冬季濕原號（日语：SL冬の湿原号）」締結姊妹車。[1]
- 2013年3月31日，CK124駛入新竹火車站第三月台，歡慶新竹火車站建站百年。
- 2013年4月28日，CK124行駛在國片《KANO》殺青影片中。
- 2017年2月18日，配合 《再現經典 - 山佳車站鐵道百年風華列車》(山佳站三級古蹟修復完成開幕儀式活動，CK124 (5929次)於10:03由樹林車站出發，自10時12分起在山佳車站停留1小時，供民眾合影留念，再於11時12分開往鶯歌火車站；11時25分改以不載客的「5929B」班次迴送至彰化扇形車庫。
- 2019年6月2日，配合《蒸蒸日上，十來運轉 臺中運務段鐵路節》，開出CK124專車：彰化-豐原5928次，豐原-彰化5928B次間來回。
- 2020年10月31日，擔任《2020二水國際跑水節》專車。
- 2021年3月7日，原本由CT273擔任本務的郵輪式列車，因為CT273無法如期檢修出廠，改由CK124代打，也是2008年以後再度進入台東線，行駛萬榮-花蓮區間。
- 2022年1月8日，擔任《北台灣媽祖文化節》遶境專列，繼2011年之後再度行駛進平溪線，車次為6766-6767，牽引DR1000x4，補機為DHL103。

## 資料文獻
1. ↑  . 新竹市政府. 2012-03-12  [2014-07-25]. （原始内容存档于2014-07-29）.

## 關連條目
台鐵CK101號蒸汽機車